# ダーデスターン・イー・デーニーグ
『ダーデスターン・イー・デーニーグ』（Dādestān ī Dēnīg、IPA: [daːdestaːn iː deːniːɡ]、「宗教裁判」の意）は、ペルシアのファールスとケルマーンのゾロアスター教共同体の司祭長だった、マヌシュヒフルによって9世紀に著されたパフラヴィー語文献。この文書は、導入部と92の問い掛けと、それに対するマヌシュヒフルによる回答によって構成されている。題材は、宗教から社会、倫理、法、哲学、宇宙論など多岐にわたる。この文書の様式は難解かつ濃密で、新ペルシア語の影響を強く受けている。